# Gustaf Wasa del I
Gustaf Wasa del I är en svensk stumfilm från 1928 i regi av John W. Brunius. I huvudrollerna ses Gösta Ekman, Edvin Adolphson och Hugo Björne.

## Handling
Berättelsen tar sin börjar år 1518. Den danske kung Kristian II har intagit Sverige. Sten Sture den yngre vädjar till alla trogna undersåtar att göra motvärn. Budet når bonden Mats Ersson i Dalarna, Sveriges hjärta och han samlar sina mannar.
Dalmasarna går man ur huse, de vill inte ha en dansk på tronen. Vid Brännkyrka utanför Stockholm står ett slag mellan danskar och svenskar. Svenskarna segrar och det svenska riksbaneret förs under striden av Gustaf Eriksson Wasa.
Men efter sitt nederlag kommer den danske kungen som på intet sätt givit upp på en lömsk plan, han kallar till ett möte med Sten Sture den yngre - men kommer inte själv till mötet. I stället tar han svenskarna till fånga och för dem till Danmark, bland dessa ingår Gustaf Wasa. Wasa blir fånge på Kalø slott på Jylland, men han lyckas rymma och ta sig till Lübeck, förklädd till bonde. Han lyckas också återvända till Sverige, där motgångarna hopar sig.
Sten Sture blir sårad under ett slag mot danskarna i Västergötland och på tillbakavägen mot Stockholm avlider han. I Stockholm har hans hustru Kristina Gyllenstjerna länge tappert gjort motstånd mot de belägrande danskarna, men hon tvingas snart att kapitulera. Det ser mörkt ut för svenskarna...

## Om filmen
Filmen premiärvisades 5 mars 1928. Inspelningen av filmen skedde med ateljéfilmning i Gåshagaateljén på Lidingö med exteriörer från bland annat Gripsholms slott, Kalmar och Askrikefjärden av Hugo Edlund och Karl Andersson. Filmen klipptes ihop med Gustaf Wasa del II 1960 och en berättarröst av Åke Ohberg lades till.

## Rollista i urval
- Gösta Ekman - Gustaf Wasa
- Carl Ström - Joakim Brahe, hans svåger
- Renée Björling - Margareta, hans syster
- Hugo Björne - riksföreståndaren Sten Sture den yngre
- Pauline Brunius - Kristina Gyllenstjerna, Sten Stures maka
- Gustaf Ranft - Hemming Gadh
- Alfred Lundberg - Stockholms borgmästare
- Edvin Adolphson - Kristian II av Danmark
- Signhild Björkman - Dyveke, hans älskarinna
- Karin Swanström - Sigbrit, hennes mor
- Hjalmar Selander - Matts Ers, den gamle på Svärdsjögården
- John Ericsson - Matts Ersson, hans son
- Estery Ericsson - mor Brita
- Elsa Lundqvist - dottern på Svärdsjögården
- Nils Lundell - Tobias, Matts Ers dräng
- Karl-Magnus Thulstrup - Pers-Olle, en ung mas
- Weyler Hildebrand - en dansk hövitsman
- Sture Baude - ärkebiskop Gustav Trolle